# Ростовський метрополітен
Ростовський метрополітен — можлива майбутня система метрополітену в Ростові-на-Дону. Спочатку метро проектувалося у 1970—1980-ті роки, але через економічну кризу і розпад СРСР, роботи з проектування були згорнуті. У 2008 році роботи по створенню метрополітену були відновлені, у 2013 році оголошено конкурс на проектування першої лінії, але в 2015 році цей конкурс був скасований.

## Історія
До кінця епохи соціалізму і СРСР, після відмови від ідеї будівництва наземної міська залізниця міської електричної залізниці, були проведені геологорозвідувальні роботи та складено техніко-економічне обґрунтування для будівництва протягом 8 років першої ділянки лінії метрополітену з 8 станцій в межах центру за напрямком захід-схід від міського вокзалу до Сільмашу. Підготовчі роботи для будівництва практично не починалися.
Версією для широких мас населення про неможливість будівництва були ґрунтові води, однак є приклади будівництва метрополітену в більш складних геологічних умовах (наприклад Петербурзький метрополітен).
Інша версія — невиділення Ростову-на-Дону грошових коштів центральною владою з різних політичних причин.

## Сучасний стан
У 2008 році створено МКУ «Управління Метро Ростова».
У травні 2010 року інститут ВАТ «Метродіпротранс» спільно з ГУП НІіПИ Генплану Москви підготували пропозиції по трасах майбутнього ростовського метрополітену.
21 лютого 2011 року розроблене обґрунтування інвестицій у будівництво метрополітену в Ростові-на-Дону було представлено на розгляд до державної експертизи і отримало позитивний висновок.
18 січня 2013 року був затверджений проект планування і межування території для розміщення першої лінії ростовського метрополітену.
Вартість розробки проектної документації 1-го етапу будівництва першої лінії оцінювалася 2014 року у 945 мільйонів рублів (первісна сума — 942 млн руб.). Фінансування проектних робіт було закладено до бюджету міста й області на 2013—2016 роки з тим, щоб закінчити проектування у 2015 році і 2016 року претендувати на фінансування будівництва за федеральними програмами. Однак конкурс на проектування був оголошений лише у грудні 2013 року і термін подачі заявок неодноразово продовжувався через відсутність таких. В січні 2015 року «Управління Метро Ростова» планувало почати будівництво у 2018 році «після стабілізації російської економіки у 2016—2017 роках».
8 липня 2015 року МКУ «Управління Метро Ростова» було реорганізовано шляхом приєднання до «Дирекції з будівництва об'єктів транспортної інфраструктури м. Ростова-на-Дону» (ДІСОТІ), аналогічна доля спіткала і робочу групу під головуванням мера міста Михайла Чернишова. Офіційно причини та наслідки реорганізації не повідомлялися. 30 жовтня 2015 року був скасований конкурс на проектування споруд метрополітену, «Управління Метро Ростова» припинило існування 10 листопада 2015 року.
Влітку 2017 року губернатор Ростовської області заявив про плани «реанімації» проекту ростовського метрополітену, були озвучені ідеї частково або повністю наземного метро.

## Лінії

### Перша лінія
У травні 2010 року було оголошено, що першою вирішено будувати лінію «Захід — Північний Схід». Ця лінія метро повинна розвантажити центр міста, що потерпає від автомобільних заторів. Першочергову ділянку лінії заплановано з центру Левенцовського житлового району під проспектом Стачки, пройде 17-метровою естакадою через залізничний вокзал, далі під центральною вулицею Ростова — Великій Садовій і продовжиться під вулицею Радянською до площі Карла Маркса. У Левенцовському районі, біля ТЕЦ-2, планується будівництво електродепо для цієї лінії. Повна довжина ділянки від станції «Левенцовська» до станції «Нахічеванська» (пл. Карла Маркса) повинна скласти 16 км. На зазначеній ділянці лінії намічено 12 станцій, її експлуатаційна довжина — 15,8 км. Час проїзду по лінії перевищить 17,5 мінут. Перший етап будівництва планується 8 кілометрів і матиме 5 станцій — від станції «Вулиця Малиновського» до станції «Ворошилівська».
У січні 2013 року стало відомо, що запланована раніше на перетині Великої Садової вулиці і Будьонівського проспекту станція мілкого закладення «Будьонівська» не увійшла до складу першої лінії Ростовського метрополітену.
Вартість будівництва 1-ї черги першої лінії попередньо оцінювалася у 76,6 мільярдів рублів у цінах станом на 4 квартал 2010 року.
Надалі лінію передбачалося продовжити на північний схід в район Сільмашу і на захід далі вглиб Левенцовського району, при цьому довжина лінії досягне 22 км з розміщенням 13 станцій.

### Друга лінія
Будівництво другої та наступних ліній планувалося на період після 2025 року.
Повна будівельна довжина ділянки лінії «Північ-Південь» від станції «Велика Садова» (на якій передбачається пересадка на першу лінію) до станції «Площа Корольова» передбачається 9,9 км. Її експлуатаційна довжина повинна скласти — 7,8 км, а час проїзду по лінії — 12,1 хвилин. На ділянці планується розмістити 6 станцій:
- Станція «Велика Садова» — глибокого закладення (37 м), пропонується до розташування під Ворошиловським проспектом між вулицею Велика Садова і вулицею Пушкінська[17]. Станція запланована як одна з основних пунктів пасажирського призначення і відправлення, а також як транспортно-пересадочний вузол другої лінії Ростовського метрополітену на станцію Ворошилівська першої лінії і на наземний міський пасажирський транспорт представлений автобусами і тролейбусами.
- Станція «Площа Гагаріна» — глибокого закладення (41 м), пропонується до розташування під однойменною площею. Станція запланована як один з основних внутрішніх пересадочних вузлів Ростовського метрополітену — між другою, третьою і хордовою лініями[18].
- Станція «Проспект Леніна» — глибокого закладення (38 м), пропонується до розташування під проспектом Нагібіна південніше проспекту Леніна[19].
- Станція «Площа Конституції» — глибокого закладення (38 м), пропонується до розташування під площею Конституції, уздовж осі проспекту Нагібіна в місці його перетину з вулицею Наріманова[20].
- Станція «Площа Космонавтів» — мілкого закладення (8 м), пропонується до розташування під проспектом Космонавтів північніше однойменної площі[21].
- Станція «Площа Корольова» — мілкого закладення (10 м), пропонується до розташування під проспектом Космонавтів північніше площі Корольова[22].

У подальшому планується продовження лінії на південь через річку Дон до міста Батайськ і на північ, на територію Аксайського району Ростовської області.
Повна довжина лінії повинна при цьому скласти близько 14 км з розміщенням 11 станцій.

### Третя лінія
Покликана обслуговувати Жовтневий і Пролетарський райони міста, у перспективі планується продовження лінії до міста Аксай. Приблизна довжина лінії «Північний Захід — Схід», з урахуванням траси по місту Аксай, становить близько 19 км з розміщенням 16 станцій.

## Метро Ростова-на-Дону в масовій культурі
- Метро Ростова-на-Дону описане у романі Руслана Мельникова «Муранча», який вийшов у серії «Всесвіт Метро 2033» у січні 2011 року.
- Фестиваль бардівської пісні «Ростовське метро».